# 고객 서비스
고객 서비스(顧客-, 영어: customer service)는 구매 전, 구매 중, 구매 후 고객에게 서비스를 제공하는 것이다. 좁은 의미에서 사용되는 일본어식 영어 "애프터서비스(After-Service, 일본어: アフターサービス, 약칭 A/S, 에이에스)" 또는 사후 관리(事後管理)라고도 부르는 서비스가 있는데, 이는 구매 후 서비스만 해당된다.
2002년 Turban 등에 따르면 "고객 서비스는 고객 만족 수준을 강화시키는 일련의 활동이다. 다시 말해 이는 제품이나 서비스가 고객의 예측을 만족시키는 느낌을 말한다."고 밝혔다.
일반적으로 기업은 "고객 서비스 센터"를 운영함으로써 상품을 구입한 고객에게 지속적인 서비스를 제공한다. 구입한 상품의 사용법을 알려 주거나 구입한 상품에 문제가 생겼을 경우 교환, 또는 잘못된 부분을 시정하는 서비스가 대표적이다.

## 개요
소비자인 고객의 유치는 기업체가 결코 게을리 할 수 없고 그것을 위해서 각종의 서비스가 제공된다. 경품·할인 등의 방법에서 접객방법이나 말의 씀새에 이르기까지 그 종류는 다양하다. 이러한 서비스를 판매시의 보통 서비스와 판매의 사전 또는 사후의 특종서비스로 구분을 할 수 있다.  애프터 서비스는 특히나 업무용품·가정용품 등에 필수적이며, 계발 서비스·설치서비스·점검 서비스·수선 서비스 등을 들 수 있다. 예를 들어 대표적인 업무용품의 하나인 금전등록기를 예로 들면 판매업자는 레지스터의 작동법에 대해 담당자를 교육하거나 점포까지 운반해 설치해주고, 또 때때로 방문해 기계작동의 이상유무를 점검하며, 필요에 따라 수리를 책임지기도 한다. 이와 같이 자기회사의 금전등록기에 대해서 최후까지 책임지고서 서비스를 계속함으로써 새로운 기계를 재구입할 때에는 또다시 자기회사의 제품을 사게 하도록 노력한다.

## 표준화
고객 서비스에 대한 몇 가지 표준이 존재한다. 국제 표준화 기구(ISO)와 국제 고객 서비스 위원회 (TICSI)는 다음의 표준들을 출판하였다:
- ISO 9004:2000, 성능 개선
- ISO 10001:2007, 고객 서비스 수행
- ISO 10002:2004, 고객 불평을 다루는 데 관련한 품질 관리
- ISO 10003:2007, 분쟁 해결
- 국제 고객 서비스 표준 (TICSS)

ISO/IEC 20000:2005로 이르는 정보 기술 서비스 관리 표준도 있다. 첫 부분은 규격과 관련되어 있고 두 번째 부분은 수행 코드와 관련되어 있다.

## 같이 보기
- 고객 관계 관리(CRM)
- 소비자 운동

## 참조

### 읽을거리
- Timm, Paul R. (2006-03-02). 《고객 서비스 전략: 내 고객을 지키기 위한 50가지 강력한 아이디어》(50 Powerful Ideas You Can Use to Keep Your Customers). 멘토르. 안명희 번역. 총 227쪽. ISBN 8991767176.
- Harres, Elaine K. (2008-01-06). 《한 권으로 끝내는 고객 서비스 전략》(Customer Service: (A)Practical Approach). 시그마 북스. 이은희 번역. 총 279쪽. ISBN 9788984453104.